# Шомодчичо
Шомодчичо (на унгарски: Somogycsicsó) е село в област Шомод, югозападна Унгария. Населението му е около 156 души (2015).
Разположено е на 252 метра надморска височина в Среднодунавската низина, на 13 километра североизточно от границата с Хърватия и на 21 километра югоизточно от Надканижа.
При селото е разположено българско военно гробище, в което са погребани 177 души, загинали в Дравската операция през март 1945 година.

## Известни личности
Починали в Шомодчичо
- Кирил Николов – Странджата (1921 – 1945), български милиционер